# بی‌آفتاب
بی‌آفتاب یا بی‌نور (فرانسوی: Sans Soleil‎) فیلمی در ژانر مستند به کارگردانی کریس مارکر است که در سال ۱۹۸۳ منتشر شد. از بازیگران آن می‌توان به آریل دومبال، کیم نواک و الکساندرا استوارت اشاره کرد.